# Прунати, Санте
Санте Прунати, также Санти Прунато (итал. Sante Prunati, Santi Prunato; 1656, Верона — 1728) — итальянский живописец веронской школы.

## Биография
Санте Прунати, родом из Вероны, область Венето, был сыном Антонио, владельца гостиницы, и Джулии Дальпиле (Роньини). Учился живописи у Вольтолини, а позднее Фальчьери и, в свою очередь, стал учителем более известного живописца Джамбеттино Чиньяроли.
В возрасте девятнадцати лет Санте Прунати переехал в Виченцу, чтобы расписывать хор церкви Сант-Якопо. В Виченце он написал алтарную картину с образом Святого Антония для церкви Сан-Феличе. Затем он переехал в Венецию, чтобы работать в мастерской Иоганна Карла Лота.
После этого Прунати отправился в Болонью, Эмилия-Романья, работал в церквях этого города. Он также работал в Турине, где расписывал дворец маркиза Пьянецца, и в Бергамо, в базилике Санта-Мария-Ассунта в Гандино. Он получал важные заказы в своём родном городе, включая создание картин для алтаря капеллы Де Абазия-Лаццари (De Abazia-Lazzari) в городском соборе и картину, изображающую Мадонну и Святого Иоанна для алтаря Лонарди в церкви Сант-Эвфимия. Он принимал участие в росписи Капеллы Нотариусов (Cappella dei Notai) в Вероне.
Сын художника, Микеланджело Прунати, также стал живописцем. Среди учеников Санте Прунати, помимо Чиньяроли, были Антонио Мела, Феличе Торелли, Джованни Баттиста Рубини и Феличе Каппеллетти.